# Le Journal de Montréal
Le Journal de Montréal (lit., 'El Periódico de Montreal') es un periódico de Montreal, en la provincia de Quebec. Es un periódico importante del conglomerado de la empresa Sun Media, perteneciente a Quebecor Media. Sus competidores principales son La Presse (propiedad de Gesca) y Le Devoir (independiente).